# Castelo de Dietrich

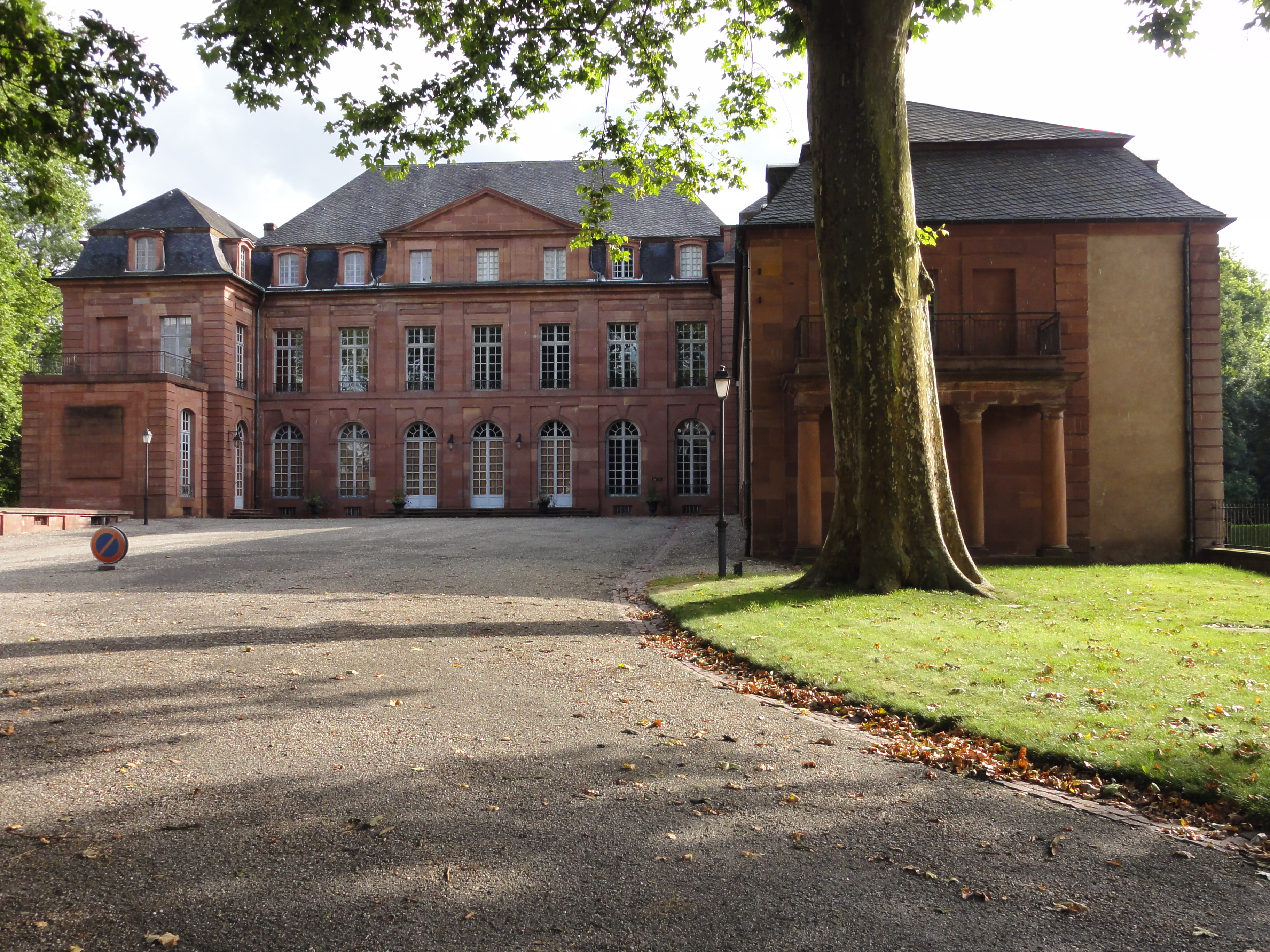
Château de Dietrich, Reichshoffen

O Château de Dietrich é um château na comuna de Reichshoffen, Bas-Rhin, Alsace, França.
Foi construído em 1770 e foi registado como monumento histórico em 1940.